# Basílio de Jesus
Basílio de Jesus ist ein osttimoresischer Beamter der Nationalpolizei Osttimors (PNTL). Er hat den Rang eines Superintendente inne.
Bereits während der Unruhen in Osttimor 2006 war Jesus PNTL-Direktor für Finanzen und Haushalt. 2009 wurde er zeitweise von der Polizeiführung suspendiert, da er verdächtigt wurde, in Missstände bei der Beschaffung von Polizeifahrzeugen verwickelt zu sein. Gegen die Entscheidung klagte Jesus vor dem Tribunal de Recurso de Timor-Leste. Später bekam er seinen Posten zurück. Nach dem plötzlichen Tod von Lino da Silva Saldanha übernahm Jesus am 20. Februar 2020 das Kommando über die Unidade da Polícia Marítima (UPM), die Wasserpolizei Osttimors.
Am 3. Januar 2022 wurde Jesus zum Polizeikommandanten der Gemeinde Cova Lima ernannt.